# 金乡节孝坊
金乡节孝坊，位于山东省济宁市金乡县金乡镇清真街，是中华人民共和国山东省文物保护单位之一。
2006年12月7日，授予山东省文物保护单位，是一座古建筑。